# パターナリズム
パターナリズム（英: paternalism）とは、強い立場にある者が、弱い立場にある者の利益のためだとして、本人の意志は問わずに介入・干渉・支援することをいう。対義語はマターナリズム。
実力が無い、または劣ることが判明しても即解雇にはならない雇用制度や、成果よりも企業への在籍期間で出世や給与が決まる年功序列制度の企業のように、労働者を子として面倒を見ているような企業運営を「経営パターナリズム」「経営家族主義」とする。
医師と患者の関係では、提供者・受領者として非対称の関係であり、以前はパターナリズムは患者の利益（生存、健康）を保護するためであるとして、医師が患者に干渉し、その自由・権利に制限を加えることを当然視する傾向があり、自己決定権の侵害が問題となった。患者のウェルビーイングは医師が決める事では無いからである。ただし、幼児を含む未成年者、中毒（依存症）者や、自傷行為・暴力的言動をする者への干渉は制度に従って認められることが多い。

## 名称
日本語で父権主義、温情主義と訳される。語源はパトロン（後援者）の語源となったラテン語の pater（パテル、父）である。同じ語源をもつ英語の「ペイトロナイズ（patronize ）」では「〔人の〕上に立った態度を取る、〔店を〕ひいきにする、〔芸術家などを〕後援する」という意味になる。

## 概要
「パターナリズム」という用語自体の起源については、16世紀には「父権的権威（Paternal authority）」という言葉がすでに存在し、それが19世紀後半に「パターナリズム（Paternalism）」という言葉になったという。また、J.S.ミル『自由論』（1859年）の「侵害原理 harm principle」における議論には、今日のパターナリズム論に通底する論点が提示されている。
近年、この用語が英米の法哲学者・政治哲学者のあいだで注目を集めるようになったきっかけは、1950年代、成人間の同意の下での同性愛や売春行為を刑事上の犯罪行為とみなすか否かをめぐって行われた「ハート＝デヴリン論争」であった。
また、医療現場においても、1970年代初頭に、エリオット・フリードソンが医者と患者の権力関係を「パターナリズム」（医療父権主義、家父長的温情主義）として告発したことによって、パターナリズムが社会的問題として喚起されるようにもなった。現在では「患者の利益か、患者の自己決定の自由か」をめぐる問題として議論され、医療現場ではインフォームド・コンセントを重視する環境が整いつつある。
なお、米国においては父権訴訟(parens patriae action)と呼ばれる、州の司法長官(attorney general)などが市民のためにする民事訴訟制度がある。parents of the country(市民の親)として民事案件である消費者被害などで消費者の被害救済を求めて損害を与えた企業などに民事の損害賠償請求訴訟を起こす。勝訴した場合は、賠償金を被害者に分配する。

## パターナリズムの類別
パターナリズムの類型については、以下のような類型区分が提起されている。

### 強いパターナリズムと弱いパターナリズム
この類別は、介入・干渉される者に判断能力、あるいは自己決定する能力があるかないかという点で区分される。強い（硬い hard ）パターナリズムは、個人に十分な判断能力、自己決定能力があっても介入・干渉がおこなわれる場合をいう。他方、弱い（柔らかい soft ）パターナリズムは、個人に十分な判断能力、自己決定能力がなくて介入・干渉がおこなわれる場合をいう。
成熟した判断能力をもつ個人への干渉や介入に反対する、反パターナリズムの論者も、子供や十分な判断能力のない大人への保護は必要であるとしている。そのように弱いパターナリズムを容認する場合でも、「個人の十分な判断能力、自己決定能力」の範囲をどのように見極めるのかといった点で、慎重な検討が必要となる。

### 直接的パターナリズムと間接的パターナリズム
この類別は、パターナリスティックな介入・干渉を受ける者と、それによって保護される者とが同一であるか否かで区分される。
直接的パターナリズムは、オートバイ運転者のヘルメット装着義務のように、パターナリスティックにその義務を強制される者と、それによって保護される者が同一の場合である。他方、間接的パターナリズムは、両者が同一ではない場合をいう。例えば、クーリングオフ制度のように、保護されるのは一般の消費者だが、パターナリスティックに規制を受けているのは販売業者である場合である。

## パターナリズムの典型例

### 専門家と素人
専門知識において圧倒的な格差がある専門家と素人のあいだでは、パターナリスティックな介入・干渉が起こりやすい。たとえば、医師（専門家）から見れば、世話を焼かれる立場の患者（素人）は医療に関して無知蒙昧であり、自分で正しい判断を下すことが出来ない。その結果、医療行為に際しては、患者が医師より優位な立場には立てない。そうした状況で患者の自己決定権をどのように確保していくかについては「インフォームド・コンセント」の項を参照（あわせて「尊厳死」の項も参照）。

### 国家と国民
国家がいわば「親」として「子」である国民を保護する、という国家観にもパターナリスティックな干渉を正当化する傾向がみられる。実際に施行されている事例としては、賭博禁止（刑法186条）などが挙げられる。こうした立法措置以外にも、官公庁による行政指導や、市町村における窓口業務などにも同様の傾向がみられる。
大規模災害が発生した直後には、被害をもたらしたリスクが強調され、リスクを回避するための施策に大きな説得力が発生することから、災害危険区域の指定や高規格防潮堤の建設など、住民の営為やリスクを受容する態度を軽視した行政からの介入が行われる場合がある。環境社会学の金菱清と植田今日子は、善意を背景として実施される干渉的な復興施策を「災害パターナリズム」と表現している。

### 国際政治
かつての宗主国と植民地の間には、『白人の責務』（キップリング）や「明白なる天命」論に代表される白人優位神話のもとで“「遅れた」現地住民を「善導」する”として、段階的に民主的制度を導入するといった植民地経営が実施されたりしていた。これらは一部の有色人種に西洋文明の恩恵を与えたが、同時に盗まれた世代等の歪みをも生んだ。
また明確な「先進国から発展途上国への指導」という構図でなくても、年次改革要望書にみられる第2次世界大戦後の日米関係のように一応内政、経済他の面で「先進国」同士であっても、その外交力・発言力の差から、このパターナリズムが自ずから発生する場合がある(但し、この例が弱い立場の利益をも求めた結果だと保証されているわけではない)。1998年のアジア経済危機で、国際通貨基金は大韓民国、インドネシア、タイ王国の経済・財政に直接介入した。これも、パターナリズムの一例である。

### 未成年者と保護者
保護者による未成年者に対するパターナリズムは、一般によくみられる。国家レベルでも、二十歳未満ノ者ノ飲酒ノ禁止ニ関スル法律などの、パターナリズムに基づく立法が多くある。

## パターナリズム批判
国家と個人の関係については、国家が国民の生命や財産を保護する義務を負っているのは当然であるにせよ、少なくとも心身の成熟した成人に対する過剰な介入が、いわば「余計なお節介」であるとして批判が加えられている。
また、表現の自由を重視する立場から、パターナリズムに基づく、有害図書や有害情報に対する表現規制に対する批判も存在する。
国民の自由である自己決定権を広く認めるのか、ある程度国家の介入を許容するのかという点で意見が分かれる。

## 関連文献
- 山田卓生 『私事と自己決定』日本評論社、1987年、ISBN 4535576742。
- 吉原敬典『医療経営におけるホスピタリティ価値：経営学の視点で医師と患者の関係を問い直す』白桃書房、2016年、ISBN 978-4-561-266747
- 篠崎智・加茂直樹編『生命倫理の現在』世界思想社、1989年、ISBN 4790703533。
- フリードソン、エリオット（進藤雄三・宝月誠訳）『医療と専門家支配』恒星社厚生閣、1992年、ISBN 4769907354。（原著は、Eliot Friedson, Professional Dominance : The Social Structure of Medical Care, Atherton Press, 1970）
- 加藤尚武・加茂直樹編 『生命倫理学を学ぶ人のために』世界思想社、1998年、ISBN 4790706907。
- 澤登俊雄『現代社会とパターナリズム』ゆみる出版、1997年。ISBN 4946509089。
- 花岡明正 著「第1章 パターナリズムとは何か」、澤登俊雄 編『現代社会とパターナリズム』ゆみる出版、1997年。ISBN 4946509089。